# リボシルピリミジンヌクレオシダーゼ
リボシルピリミジンヌクレオシダーゼ(Ribosylpyrimidine nucleosidase、EC 3.2.2.8)は、以下の化学反応を触媒する酵素である。
ピリミジンヌクレオシド + 水{\displaystyle \rightleftharpoons }D-リボース + ピリミジン塩基
従って、この酵素は、ピリミジンヌクレオシドと水の2つの基質、D-リボースとピリミジン塩基の2つの生成物を持つ。
この酵素は加水分解酵素、特にN-グリコシル化合物を分解するグリコシダーゼに分類される。系統名はピリミジン-ヌクレオシド リボヒドロラーゼ(pyrimidine-nucleoside ribohydrolase)である。N-リボシルピリミジンヌクレオシダーゼ、ピリミジンヌクレオシダーゼ、RihB、YeiK、ヌクレオシドリボヒドロラーゼ等とも呼ばれる。プリンの代謝及びピリミジンの代謝に関与している。

## 構造
2007年末時点で、2つの構造が解かれている。蛋白質構造データバンクのコードは、1Q8Fと1YOEである。